# Hunting Tigers in India
Hunting Tigers in Índia foi um documentário estadunidense de 1929, dirigido por James Leo Meehan e apresentando o Comandante George M. Dyott interpretando a si mesmo. Produzido e distribuído pela Talking Picture Epics, estreou nos Estados Unidos em 15 de novembro de 1929. Foi filmado na Índia durante a expedição dos exploradores Arthur Stannard Vernay e John Champion Faunthorpe, sob os auspícios do Museu Americano de História Natural, e foi anunciado como o primeiro filme natural totalmente falado. De acordo com os anúncios em jornais da época, foi supostamente mostrado para a primeira-dama Sra. Hoover no cinema da Casa Branca.

## Elenco
- Comandante George M. Dyott ... Comandante George M. Dyott